# Annales placentini gibellini
Annales placentini gibelini (slovensko Gibelinski letopisi Piacenze) so latinska kronika neznanega avtorja iz Piacenze, ki pokriva leta 1154 do 1284.
Letopisi  imajo več kasneje izmišljenih naslovov. Georg Pertz jih je naslovil Annales placentini gibellini, da bi se razlikovali od Annales placentini guelfi (Gvelfski letopisi Piacenze), medtem ko jih je Alphonse Huillard-Bréholles naslovil Chronicon Placentinum (Kronika Piacenze).
Avtor Letopisov je bil gibelin, torej naklonjen Svetemu rimskemu cesarstvu. Pisal je verjetno anonimno, ker je bila Piacenza na splošno gvelfsko mesto. Verjetno je bil družabnik družine Ghibelline Landi. Bil je izobražen in razgledan in verjetno notar. Gibelinski letopisi so bolj  subtilni kot Gvelfski (1031–1235). Čeprav je delo anonimno, je Pertz avtorja poistovetil z Muziom da Monza (umrl 1302), ki je bil leta 1294 capitano del popolo Piacenze in obtožen zaradi simpatij do  gibelinov.
Gibelinski letopisi se v veliki meri opirajo na zgodnejše gvelfske letopise. Letopisi niso v ničemer razčlenjeni, ampak so neprekinjena prozna pripoved. Osredotočeni niso niti na mesto niti na regijo, čeprav so najbolje obveščeni o dogodkih v Piacenzi in okolici. Deli letopisov so poročila o dejanjih (gesta) cesarjev Friderika I. in Friderika II.. Delo je posebej dragocen vir podatkov za 13. stoletje.
Izvirni rokopis iz leta 1295 se hrani v Londonu (Harleian 3678).

## Tiskane izdaje
- Huillard-Bréholles, A., ur. (1856). Chronicon de rebus in Italia gestis. Pariz.
- Pallastrelli, B., ur. (1859). Monumenta historica ad provincias Parmensem et Placentinam pertinentia. Vol. 11. Parma. str. 109–349.
- Pertz, G. H., ur. (1863). "Annales Placentini Gibellini". Monumenta Germaniae Historica, Scriptores. Vol. 18. Hanover. str. 457–579.